# Boris Alexejewitsch Fedtschenko

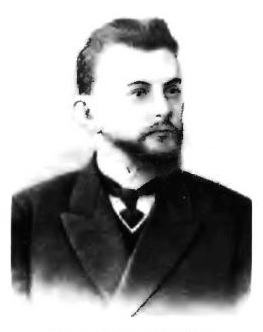
Boris Fedtschenko

Boris Alexejewitsch Fedtschenko (russisch Борис Алексеевич Федченко, auch Fedtchenko transkribiert; * 27. Dezember 1872 in Leipzig; † 29. September 1947 in Leningrad) war ein russischer Botaniker. Sein offizielles botanisches Autorenkürzel lautet „B.Fedtsch.“
Fedtschenko war der Sohn der Botanikerin Olga Alexandrowna Fedtschenko und des Biologen Alexei Pawlowitsch Fedtschenko, der aber bereits 1873 am Mont Blanc starb, so dass er allein von seiner Mutter erzogen wurde. Er studierte Naturwissenschaften und speziell Botanik an der Lomonossow-Universität und unternahm 1891 die erste von vielen botanischen Studienreisen mit seiner Mutter (in den Ural). Sie bereisten auch Zentralasien und das Pamirgebirge (1901). Ab Ende der 1890er Jahre war er am Botanischen Garten in Sankt Petersburg und stand ab 1902 dessen Herbarium vor, zu dem er auch die eigenen Sammlungen hinzufügte. Er gab auch verschiedene wissenschaftliche Zeitschriften des Botanischen Gartens heraus. In den 1920er Jahren setzte er seine botanischen Expeditionen in Zentralasien fort. 1931 wurde der Botanische Garten mit dem Botanischen Museum vereinigt und dessen Direktor Wladimir Leontjewitsch Komarow übernahm die Leitung. Er übernahm auch das von Fedtschenko initiierte Projekt einer Buchreihe, die die Flora der Sowjetunion beschreiben sollte, und die 1964 fertiggestellt wurde und in der in 30 Bänden rund 17.500 Arten beschrieben wurden.
Der Asteroid des äußeren Hauptgürtels (3195) Fedchenko ist nach seinen Eltern und ihm benannt.

## Schriften
- mit Olga Fedtschenko: Plantea asiae mediae, 1906 bis 1916
- Flora von Jakutsien 1907 (Russisch, Jakutskaja Flora)
- mit Olga Fedtschenko: Conspectus Florae Turkestanicae 1913
- mit Alexander Fjodorowitsch Flerow: Flora des europäischen Russland, 1908 bis 1910 (russisch)
- mit Alexander F. Flerow: Flora des Asiatischen Russland, 1912 bis 1924 (russisch)
- Flora der Oka, drei Teile, 1907, 1908, 1910 (russisch)
- mit Boris Konstantinowitsch Schischkin: Flora Rossiae austro-orientalis, 1927 bis 1938